# بيتر شتيفان
بيتر شتيفان (بالسلوفاكية: Peter Štefan)‏ هو رياضياتي سلوفاكي، ولد في 1941 في براتيسلافا في سلوفاكيا، وتوفي في 18 يونيو 1978 في Tryfan ‏ في المملكة المتحدة.